# Mircea Diaconu
Mircea Diaconu (Vlădești, 1949. december 24. – 2024. december 14.) román színművész, színigazgató, nemzeti liberális párti politikus.

## Élete

### Magánélete
1967-ben érettségizett a Câmpulung Muscel-i középiskolában, majd 1971-ben szerzett diplomát a bukaresti „Ion Luca Caragiale” Színház- és Filmművészeti Intézetben. Napjainkig közel hatvan filmben szerepelt. Az első mozifilmje, melyben szerepelt az a Dan Pița rendezte 1973-as „Kőországi lakodalom” volt. 1972-ben a Bulandra, 1982-ben pedig Nottara Színháznak lett a tagja, 1990-től szabadúszó.
1998 és 2004 között tagja volt a Nemzeti Audiovizuális Tanácsnak (Consiliul Național al Audiovizualului – CNA), majd a bukaresti Nottara Színház igazgatója 2004 és 2012 között. Két gyermeke van, felesége Maria Diana Diaconu, közismertebb néven Diana Lupescu színésznő. 2008-ban lépett a politikai pálya színterére, mikor bejelentette, hogy a nemzeti liberális párt színeiben indul Argeș egyik szenátusi székéért. Ugyanezen a sajtótájékoztatón elismerte, hogy kényszerből ugyan, de másodéves főiskolai hallgatóként belépett a Román Kommunista Pártba.

### Politikai karrierje
Az 1989-es forradalomat követően a PNL tagja. A 2008-as parlamenti választásokat követően a szenátus kulturális, művelődési és tömegtájékoztatási bizottságának tagja, 2009-től a Képviselőház és a Szenátus állandó UNESCO-bizottságának tagja. 2012. május 7-én a Victor Ponta vezette jobbközép kormány művelődési minisztere lett.
Az állami tisztségviselők vagyonosodását vizsgáló Országos Feddhetetlenségi Ügynökség (Agenția Națională de Integritate – ANI) 2011 januárjában összeférhetetlenséget állapított meg, mivel 2008 decemberétől, mint szenátor a Nottara Színház igazgatói tisztségét is betöltötte, ami inkompatibilis a törvényhozói szereppel. A döntés ellen fellebbezést nyújtott be a Bukaresti Táblabíróságon, amely 2011 szeptemberében helyben hagyta az ANI határozatát. Ezt követően a Legfelsőbb Bírósághoz fordult, amely 2012 júniusában jogerőssé nyilvánította az elsőfokú ítéletet.
A jogerős döntés értelmében Diaconu június 19-től számítva három évig nem tölthet be köztisztséget, ezért miniszteri megbízatásáról lemondott.
2014-ben független jelöltként európai parlamenti képviselőnek választották.

## Szerepei

### Színpadi szerepei
| A Bulandra Színházban - Gogol : A revizor (1972); - Shakespeare : Tizenkettedik éjszaka (1973); - Marin Sorescu : Răceala (1977); - Shakespeare : A vihar (1978). | A Nottara Színházban - Shakespeare : Ahogy tetszik (1982); - Osztrovszkij : Erdő (1983); - Rebreanu : Ultimul bal (1984); - Molière : Az úrhatnám polgár (1986); - Ispirescu : Într-o dimineață (1988); - Kafka : A kastély (K.) (2003) - Ludwig : Botrány az operában (Sanders) | Más színházban - Sorescu : A treia țeapă - Caragiale : Az elveszett levél - Ciprian : Omul cu mârțoaga - Vișniec : Teatrul descompus - Sobol : Gettó |

### Filmszerepei
Televíziós és mozifilmek:
| - Metamorfoze (1972) - Adio, dragă Nela! (1972) - Kőországi lakodalom (1973) - Explozia (1973) - Csapda (1975) - A színész és a vadak (1975) - Mere roșii (1976) - Az elveszett levél (1977) - Protekció nélkül (1977) - Din nou împreuna (1978) - A csend előtt (1978) - Lángoló sivatag (1978) - Bietul Ioanide (1979) - Audiența (1979) - Vendégek Vadnyugaton (1979) - Casa dintre cîmpuri (1980) - Lövések holdfénynél (1980) - Vacanța tragică (1980) - Az autóbusz akció (1980) | - Miért húzzák a harangokat? (1981) - Cirkusz vadnyugaton (1981) - Sfîrsitul nopții (1982) - Calculatorul marturiseste (1982) - Buletin de București (1982) - Așteptînd un tren (1982) - Földet veszünk Vadnyugaton (1982) - Amurgul fantanilor (1983) - Caruta cu mere (1983) - O lumină la etajul 10 (1984) - Horea (1984) - A kígyó jele (1984) - Promisiuni (1985) - Căsătorie cu repetiție (1985) - Secvente (1986) - Zîmbet de soare (1987) - Secretul armei secrete (1988) - O vara cu Mara (1988) - Întâmplări cu Alexandra (1989) | - Campioana (1990) - Vinovatul (1991) - Danila Prepeleac (1996) - Aszfalt tangó (1996) - Fii cu ochii pe fericire (1999) - Față în față (1999) - Corul pompierilor (2000) - Filantrópia, avagy emberbaráti szeretet (2002) - Dragoste pierdută (2005) - Szerelem másképp (2006) - Hogyan éltem túl a világvégét (2006) - Happy End (2006) - Tache (2007) - Csavargók (2007) - Kino Caravan (2009) - Poker (2010) - Ultimul Corupt din România (2012) |